# Akron Beacon Journal
L'Akron Beacon Journal est un quotidien de la ville d'Akron qui est distribué dans tout le nord-est de l'Ohio.

## Historique
Ce journal est issu de la fusion, en 1897, du Summit Beacon (fondé en 1839) et du Akron Evening Journal (fondé en 1896).
Depuis 2019, il appartient au groupe Gannett.

## Personnalités liées
- Herman Fetzer (en) (1899-1935)
- Sheldon Ocker (en) (1942-)
- Terry Pluto (1955-)

## Récompenses
Le journal est récipiendaire de quatre prix Pulitzer en 1968, 1971, 1987 et 1994,.